# Isla Santa Margarita
La Isla Santa Margarita es una isla de México, perteneciente al estado de Baja California Sur, ubicada a pocas millas náuticas al oeste de la península de Baja California, separando la bahía de Magdalena del océano Pacífico. En su mar territorial existen diversas especies de peces, crustáceos y moluscos. Es la única Isla a nivel nacional que se encuentra bajo control y administración directa de la Secretaría de Marina, por decreto Presidencial publicado en el Diario Oficial de la Federación el 21 de noviembre de 1950; motivo por el cual, no están permitidas ningún tipo de actividades turístico - recreativas en el área.

## Geografía
La isla tiene una longitud de 40 kilómetros.

## Historia
A partir de la anexión de la Alta California a Estados Unidos en 1848, la isla fue asediada por la piratería proveniente de ese país. El 26 de mayo de 1854 el conde Gaston de Raousset-Boulbon naufragó en la isla en compañía de siete aventureros que iban con rumbo a Guaymas, Sonora.

## Demografía
En la Isla predomina la presencia Naval Militar, ya que es sede del Sector Naval de Puerto Cortés; asimismo, existe un pequeño asentamiento humano denominado Poblado de Puerto Alcatraz.

## Recursos naturales
Ricos depósitos de minerales de magnesita fosfórico que se encuentran en los alrededores han atraído el interés de los científicos que están tratando de conciliar la extracción de estos recursos minerales con la necesaria conservación del medio ambiente.
- Datos: Q634306
- Multimedia: Isla Santa Margarita / Q634306